# Eliza Maria Mosher
Eliza Maria Mosher, född 1846, död 1928, var en amerikansk läkare.
Hon tog examen som läkare från University of Michigan 1875 och blev dess första kvinnliga professor. 